# Stary Stręczyn
Stary Stręczyn – wieś w Polsce położona w województwie lubelskim, w powiecie łęczyńskim, w gminie Cyców.
W latach 1975–1998 miejscowość administracyjnie należała do województwa chełmskiego.
Wieś stanowi sołectwo gminy Cyców. Według Narodowego Spisu Powszechnego z roku 2011 wieś liczyła 67 mieszkańców.